# スブリエル・マティアス
- サブリエル・マティアス

スブリエル・マティアス（Subriel Matías、1992年3月31日-）は、プエルトリコのプロボクサー。ファハルド出身。現WBC世界スーパーライト級王者。元IBF世界スーパーライト級王者。

## 来歴
貧しい漁村に生まれる。少年時代は犯罪に手を染め、2012年8月には銃撃事件を起こし刑務所に19か月間服役した。その後ボクシングを始めた。
2015年12月19日、プロデビュー戦を行い1回1分1秒TKO勝ち。
2019年7月19日、メリーランド州オクソン・ヒルのMGM ナショナル・ハーバーにてテオフィモ・ロペス対中谷正義の前座でマキシム・ダダシェフとIBF世界スーパーライト級挑戦者決定戦を行い、11回終了時に棄権によるTKO勝ちを収めジョシュ・テイラーへの挑戦権を獲得した。試合後、ダダシェフは重度の脳損傷を負い、開頭手術を施されたが試合の4日後に死亡した。
2021年5月19日、カリフォルニア州の ディグニティ・ヘルス・スポーツ・パーク・テニスコートでIBF世界スーパーライト級8位のベティルジャン・ジュケムバエフとIBF世界同級挑戦者決定戦を行い、8回終了時にジュケムバエフが棄権した為TKO勝ちを収めテイラーへの挑戦権を再度獲得した。
2022年1月23日、アトランティックシティのボルガタ・ホテル・カジノ・アンド・スパ内ボルガタ・イベント・センターで以前初黒星を付けられているWBA世界スーパーライト級13位のペトロス・アナンヤンと約2年ぶりに再戦を行い、9回終了時にアナンヤンが棄権した為TKO勝ちを収め初黒星の借りを返した。
2023年2月25日、ミネアポリスのミネアポリス・アーモリーでIBF世界スーパーライト級2位のヘレミアス・ポンセと前王者テイラーが返上したIBF世界同級王座決定戦行い、5回終了時にポンセの棄権によるTKO勝ちを収め王座獲得に成功した。
2023年8月15日、IBF本部で行われたIBF世界スーパーライト級王者マティアスと同級3位のショージャホン・エルガシェフの陣営による入札が行われ、マティアスを擁するTGBプロモーションズが破格の510,000ドルを提示し、エルガシェフを擁するサリタ・プロモーションズの225,000ドルを抑えて落札、報酬はマティアスが落札額の70%に当たる357,000ドル、エルガシェフが30%に当たる153,000ドルとなった。
2023年11月25日、ネバダ州ラスベガスのミケロブ・ウルトラ・アリーナにてデビッド・ベナビデス対デメトリアス・アンドラーデの前座でショージャホン・エルガシェフとIBF世界同級タイトルマッチを行い、5回終了時にエルガシェフの棄権によるTKO勝ちを収め初防衛に成功した。
2024年2月13日、TGBプロモーションズから離脱し、エディー・ハーン率いるマッチルーム・スポーツ・USAと契約を結んだ。
2024年6月15日、母国プエルトリコ・マナティのコリセオ・フアン・オービン・クルス・アブレウにてIBF世界スーパーライト級5位のリアム・パロとIBF世界同級タイトルマッチを行うも、12回0-3（112-115×2、111-116）の判定負けを喫し王座から陥落した。
2025年3月1日、地元ファハルドのコリセオ・トーマス・ドネスにてIBF世界スーパーライト級4位のガブリエル・バレンズエラとIBF世界同級挑戦者決定戦を行い、8回2分55秒KO勝ちを収め再起を果たすとともに王者のリチャードソン・ヒッチンズへの挑戦権を獲得した。
2025年7月12日、ニューヨーク市クイーンズ区のルイ・アームストロング・スタジアムにてエドガー・ベルランガ対ハムザ・シェラーズの前座でWBC世界スーパーライト級王者のアルベルト・プエジョとWBC世界同級タイトルマッチを行い、12回2-0（115-113×2、114-114）の判定勝ちを収め世界王座返り咲きに成功したとともに無敗記録を保っていたプエジョにプロ初黒星を与えた。試合後に同年11月22日に王者のマティアスとWBC世界同級1位で指名挑戦者のダルトン・スミスとの間で指名防衛戦が行われる予定であることが発表された。

## 戦績
- プロボクシング：25戦 23勝 (22KO) 2敗

| 戦           | 日付           | 勝敗 | 時間     | 内容    | 対戦相手                         | 国籍           | 備考                                         |
| ------------ | -------------- | ---- | -------- | ------- | -------------------------------- | -------------- | -------------------------------------------- |
| 1            | 2015年12月19日 | ☆    | 1R 1:01  | TKO     | ファン・ロハス・ロドリゲス       | プエルトリコ   | プロデビュー戦                               |
| 2            | 2016年7月16日  | ☆    | 2R 2:59  | TKO     | ラモン・メレンデス               | プエルトリコ   |                                              |
| 3            | 2016年9月9日   | ☆    | 4R 1:49  | TKO     | ルイス・ロドリゲス               | プエルトリコ   |                                              |
| 4            | 2016年12月10日 | ☆    | 2R 2:48  | TKO     | ジェフリー・フォンタネス         | プエルトリコ   |                                              |
| 5            | 2017年3月25日  | ☆    | 3R 2:13  | TKO     | ジョアキム・カルネイロ           | ブラジル       |                                              |
| 6            | 2017年6月24日  | ☆    | 2R 終了  | TKO     | アブラハン・ペラルタ             | ドミニカ共和国 |                                              |
| 7            | 2017年8月5日   | ☆    | 2R 0:26  | TKO     | ルイス・アルベルト・ペラヨ       | ドミニカ共和国 |                                              |
| 8            | 2017年11月18日 | ☆    | 2R 終了  | TKO     | パトリック・ロペス               | ベネズエラ     |                                              |
| 9            | 2018年2月17日  | ☆    | 3R 0:23  | TKO     | ダウリス・プレスコット           | コロンビア     |                                              |
| 10           | 2018年5月19日  | ☆    | 4R 終了  | TKO     | エイドリアン・エストレージャ     | メキシコ       |                                              |
| 11           | 2018年8月18日  | ☆    | 4R 0:36  | TKO     | ブレイディス・プレスコット       | コロンビア     |                                              |
| 12           | 2018年10月27日 | ☆    | 1R 3:00  | TKO     | フェルナンド・デビット・サウセド | アルゼンチン   |                                              |
| 13           | 2019年3月2日   | ☆    | 6R 1:52  | TKO     | ウィルベルト・ロペス             | メキシコ       |                                              |
| 14           | 2019年7月19日  | ☆    | 11R 終了 | TKO     | マキシム・ダダシェフ             | ロシア         |                                              |
| 15           | 2019年11月30日 | ☆    | 5R 2:59  | KO      | ジョナサン・ホセ・エニス         | アルゼンチン   |                                              |
| 16           | 2020年2月22日  | ★    | 10R      | 判定0-3 | ペトロス・アニャン               | ロシア         |                                              |
| 17           | 2020年10月24日 | ☆    | 6R 終了  | TKO     | マリック・ホーキンス             | アメリカ合衆国 |                                              |
| 18           | 2021年5月29日  | ☆    | 8R 終了  | TKO     | バティルザン・ユケンバエフ       | カザフスタン   |                                              |
| 19           | 2022年1月22日  | ☆    | 9R 終了  | TKO     | ペトロス・アニャン               | ロシア         |                                              |
| 20           | 2023年2月25日  | ☆    | 5R 終了  | TKO     | ヘレミアス・ポンセ               | アルゼンチン   | IBF世界スーパーライト級王座決定戦            |
| 21           | 2023年11月25日 | ☆    | 6R 終了  | TKO     | ショージャホン・エルガシェフ     | ウズベキスタン | IBF防衛1                                     |
| 22           | 2024年6月15日  | ★    | 12R      | 判定0-3 | リアム・パロ                     | オーストラリア | IBF陥落                                      |
| 23           | 2024年11月9日  | ☆    | 2R 2:16  | TKO     | ロベルト・ラミレス               | メキシコ       |                                              |
| 24           | 2025年3月1日   | ☆    | 8R 2:55  | KO      | ガブリエル・バレンズエラ         | メキシコ       | IBF世界スーパーライト級挑戦者決定戦          |
| 25           | 2025年7月12日  | ☆    | 12R      | 判定2-0 | アルベルト・プエジョ             | ドミニカ共和国 | WBC世界スーパーライト級タイトルマッチ        |
| 26           | 2025年11月22日 | -    | -        | -       | ダルトン・スミス                 | イギリス       | WBC世界スーパーライト級タイトルマッチ 試合前 |
| テンプレート |                |      |          |         |                                  |                |                                              |

## 獲得タイトル
- IBF世界スーパーライト級王座 (防衛1)
- WBC世界スーパーライト級王座 (防衛0)